# Музей локомотивов
Музей локомотивов (швед. Lokmuseet) в Гренгесберге (швед. GrängesBergsBanornas Järnvägsmuseum, (GBBJ) расположен в двух километрах к юго-западу от центра Гренгесберга, на шоссе 50, ведущем в Эребру. Музей является частью экологического музея Бергслаген (швед. Bergslagen). GBBJ был образован в 1979 году с целью сохранения старинных локомотивов и вагонов железной дороги TGOJ (швед. Trafikaktiebolaget-Grängesberg-Oxelösunds) в депо, обслуживавшем перевозку руды при грузовом дворе станции Гренгесберг. В музее имеется около 160 железнодорожных транспортных средств, построенных, начиная с 1850-х до 1970-х годов. Также имеются поворотный круг, диспетчерская, выставка и грузовой двор с общей длиной путей 14 км. Паровозный сарай локомотивного депо, в котором находится музей, построен в 1928 г. В музее имеется единственный в мире действующий паротурбовоз M3t № 71, построенный в 1930 году Nydqvist & Holm AB и отремонтированный музеем к 125-летию Шведских ж.д. (SJ) в июне 1981 г..
Этот паротурбовоз был построен в трех экземплярах, два из которых находятся в музее. Локомотив M3t с силой тяги 22 тонны был самый мощным паровозом в Швеции. Практические испытания показали, что локомотивы справлялись с ведением поездов полной массой 2000 тонн на уклонах в 17 промилле. В музее также находится паровоз OFWJ № 8, разработанный в Англии в 1876 г., и рельсовые такси Volvo 1953 г. постройки, (швед. TGOJ inspektionsbil № 3) . В TGOJ inspektionsbil № 3 впервые в Швеции применён трёхцилиндровый двигатель типа M3 № 49, производства NOHAB 1917 г. На манёврах некогда использовались 8 маленьких паровозов, один из которых Gb № 95, был построен Svenska Järnvägsverkstäderna в г. Фалун в 1942 г.

## Галерея

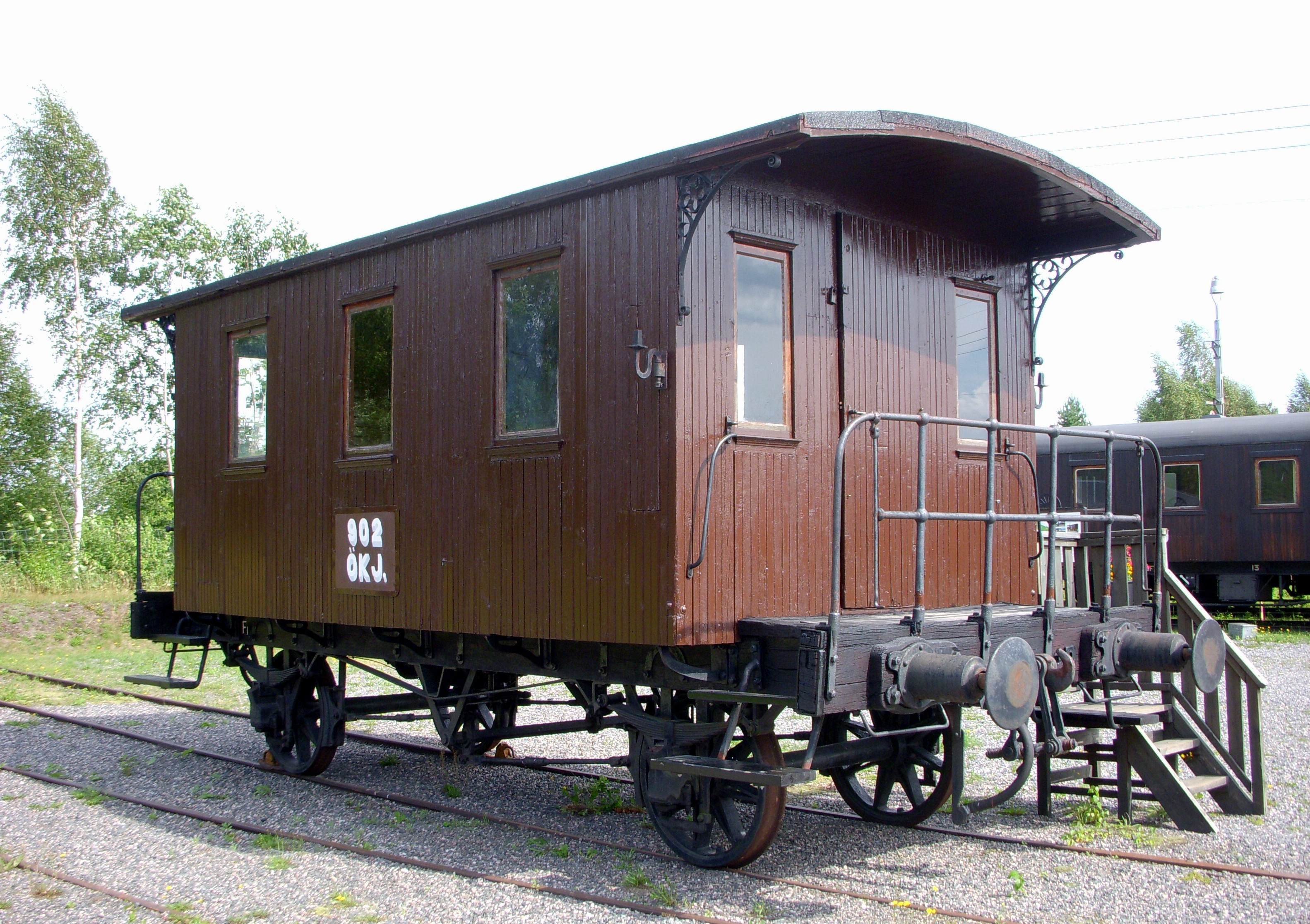
Служебный вагон с деревянным кузовом ÖKJ типа F1 № 902 (1856)
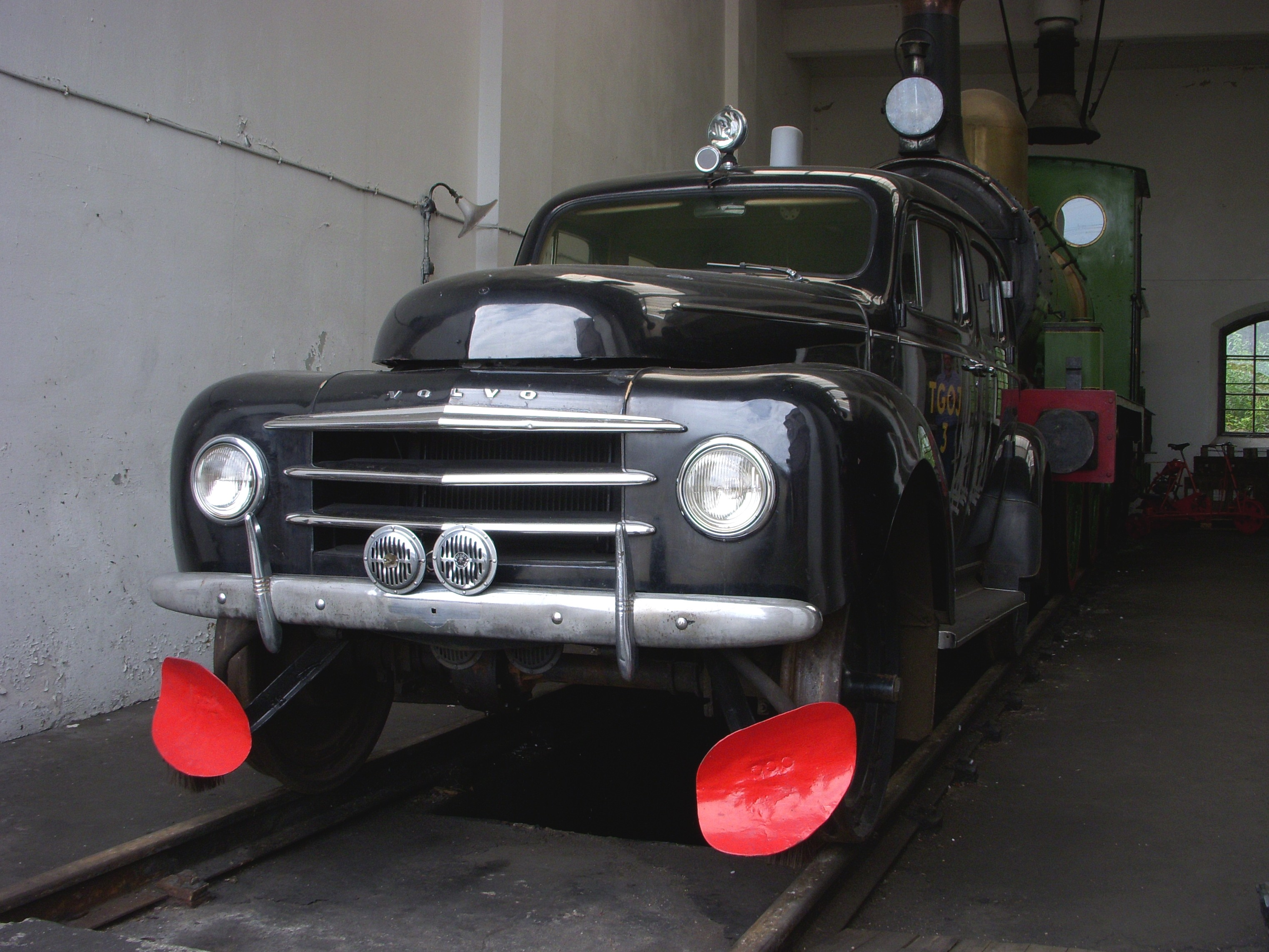
Служебная автомотриса на базе автомобиля Volvo (1953)
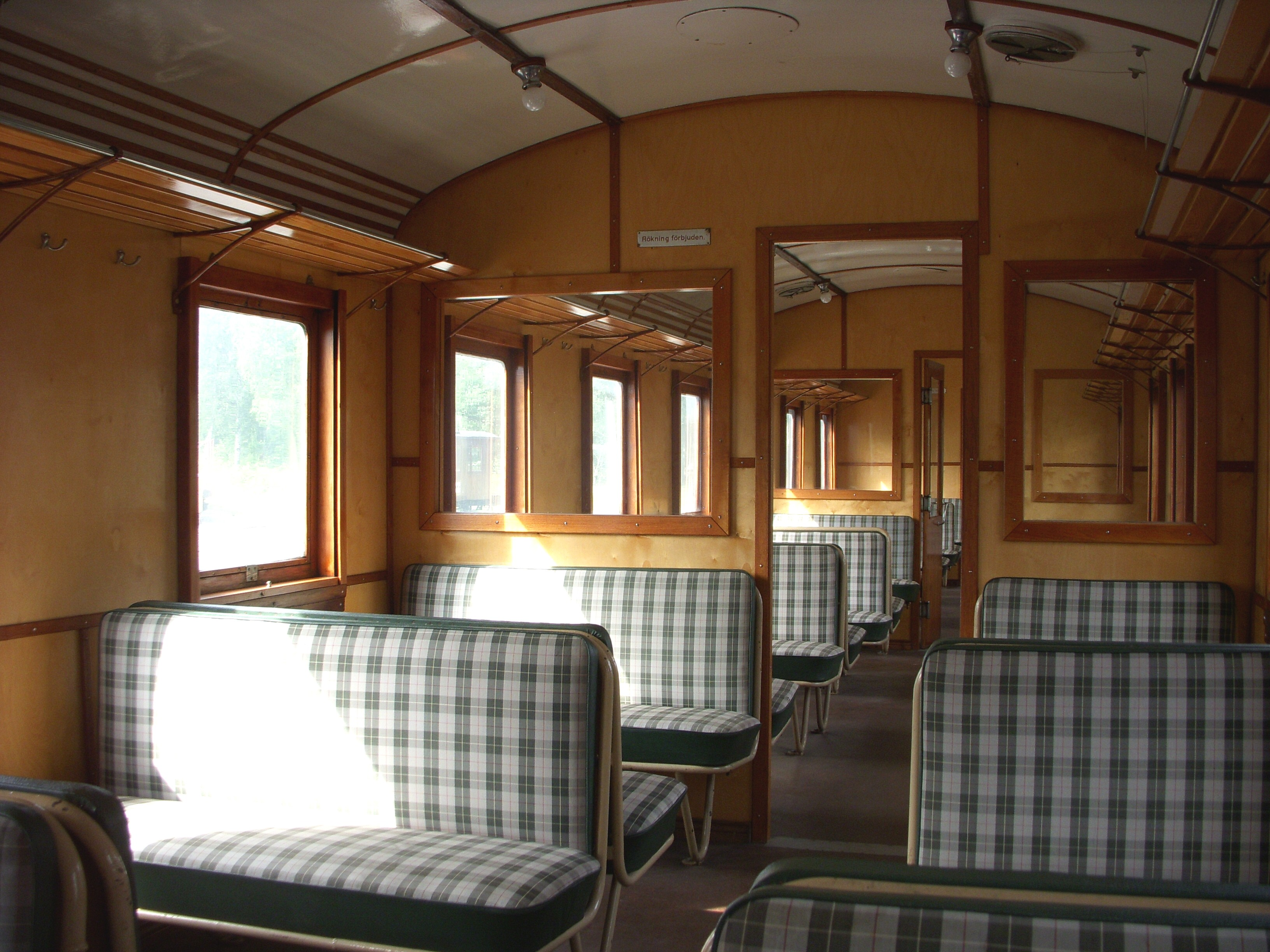
Интерьер вагона TGOJ типа Co № 31 (1901)
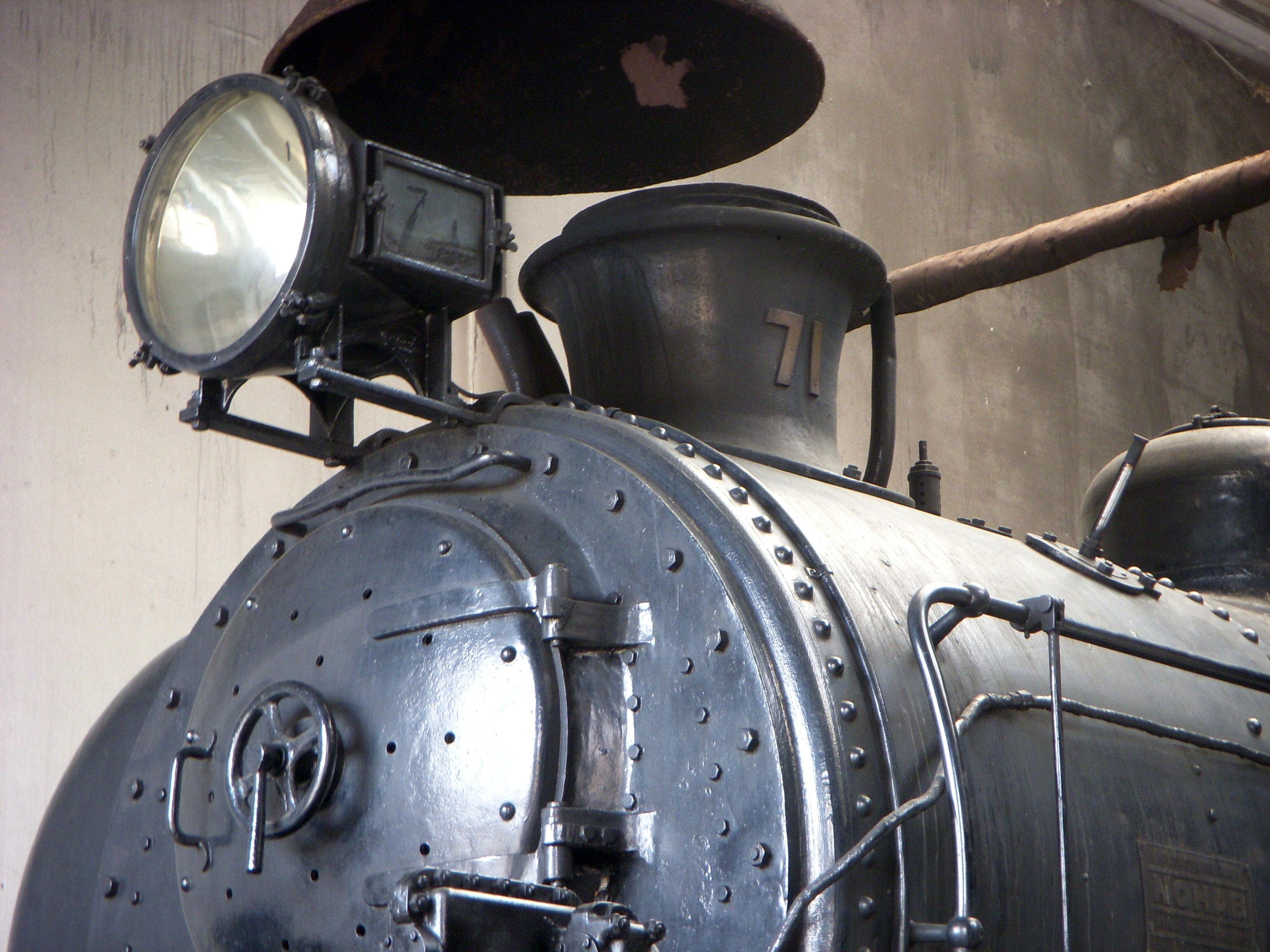
Паротурбовоз M3t № 71 (1930)